# Wenkita
La wenkita és un mineral de la classe dels silicats que pertany al grup de la zeolita. Va ser anomenada en honor d'Eduard Jean Louis Wenk (1907-2001), geòleg, petròleg, mineralogista i professor de la Universitat de Basilea.

## Característiques
La wenkita és un silicat de fórmula química Ba₄Ca₆(Si,Al)20O41(OH)₂(SO₄)₃·H₂O. Cristal·litza en el sistema hexagonal. Els seus cristalls són columnars, de fins a 5 cm. La seva duresa a l'escala de Mohs és 6.
Segons la classificació de Nickel-Strunz, la wenkita pertany a «02.GD: Tectosilicats amb H₂O zeolítica; cadenes de 6-enllaços – zeolites tabulars» juntament amb els següents minerals: gmelinita-Ca, gmelinita-K, gmelinita-Na, willhendersonita, cabazita-Ca, cabazita-K, cabazita-Na, cabazita-Sr, cabazita-Mg, levyna-Ca, levyna-Na, bellbergita, erionita-Ca, erionita-K, erionita-Na, offretita, faujasita-Ca, faujasita-Mg, faujasita-Na, maricopaïta, mordenita, dachiardita-Ca, dachiardita-Na, epistilbita, ferrierita-K, ferrierita-Mg, ferrierita-Na i bikitaïta.

## Formació i jaciments
La wenkita va ser descoberta a les pedreres de marbre Candoglia, a la vall d'Ossola (Piemont, Itàlia) formada entre capes de barita i calco-silicats, és un producte del fort metamorfisme de marbres. Posteriorment també ha estat descrita a la mina Garpenberg Norra, a Hedemora (Dalarna, Suècia) i la mina Jakobsberg, a Filipstad (Värmland, Suècia).